# Gerardo Bianco
Gerardo Bianco (Guardia Lombardi, 12 settembre 1931 – Roma, 1º dicembre 2022) è stato un politico e latinista italiano, esponente della Democrazia Cristiana, del Partito Popolare Italiano (di cui è stato segretario e presidente), della Margherita e della Rosa per l'Italia.
È stato deputato alla Camera per nove legislature (V, VI, VII, VIII, IX, X, XI, XIV, XV), ricoprendo vari incarichi parlamentari, tra cui quello di capogruppo della Democrazia Cristiana, presidente dell'Assemblea parlamentare del Consiglio d'Europa e vicepresidente dell'aula stessa, e ministro della pubblica istruzione dal 27 luglio 1990 al 13 aprile 1991 nel governo Andreotti VI.

## Biografia
Nato il 12 settembre 1931 a Guardia Lombardi, in provincia di Avellino, vincitore di una borsa di studio presso il Collegio Augustinianum dell'Università Cattolica del Sacro Cuore di Milano, si laureò in lettere classiche all'Università degli Studi di Parma, diventando poi docente universitario di storia della lingua latina e letteratura latina presso la facoltà di lettere e filosofia (già Magistero) del medesimo ateneo. In gioventù è stato attivo nella Federazione universitaria cattolica italiana (FUCI).

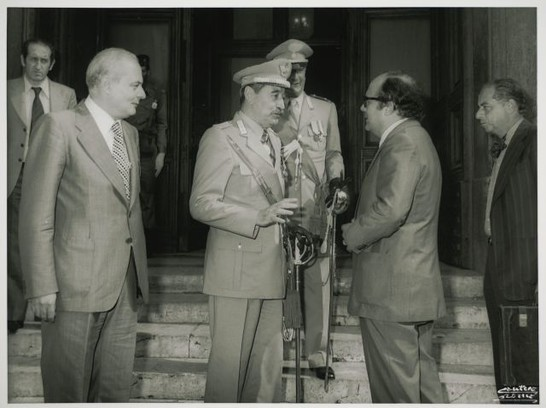
Bianco assieme a Vittorio Orefice e il comandante dei Carabinieri Pietro Corsini all'uscita di Montecitorio

Bianco è stato eletto deputato alla Camera tra il 1968 e il 2008 in 9 legislature (V, VI, VII, VIII, IX, X, XI, XIV, XV), 7 delle quali dal 1968 al 1994 con la Democrazia Cristiana (DC), per la quale è stato segretario provinciale di Avellino, Responsabile del settore della ricerca scientifica e dell'Ufficio Studi; inizialmente vicino alla corrente della DC "Base", composta prevalentemente da avellinesi e guidata da Fiorentino Sullo prima e Ciriaco De Mita dopo, se ne allontana nel 1978 per avvicinarsi a quella guidata da Carlo Donat-Cattin prima e Franco Marini dopo "Forze Nuove". Fu capogruppo a Montecitorio della DC nel corso della VIII legislatura della Repubblica dal 1979 al 1983, dove collaborò con il Partito Radicale per approvare vari provvedimenti.

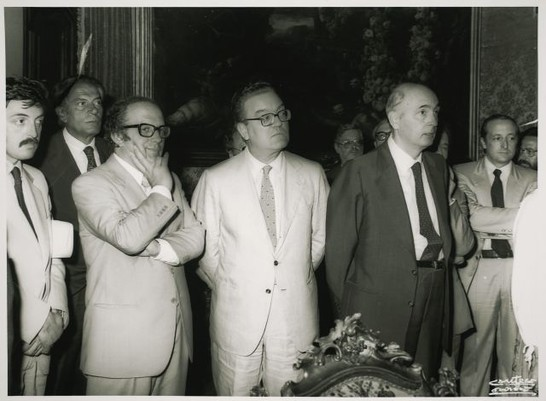
Gerardo Bianco assieme a Giorgio Napolitano alla cerimonia del Ventaglio 1982

Durante la X legislatura della Repubblica è stato vicepresidente della Camera dei deputati dal 1987 fino al 1990, quando divenne Ministro della pubblica istruzione a luglio 1990 (fino a marzo '91) nel sesto governo Andreotti, che accettò contro la sua volontà su pressione di Arnaldo Forlani.
Dal 1992 al 1994 ha presieduto nuovamente il gruppo della DC alla Camera. Personaggio di indiscussa moralità, è considerato nell'ambiente politico un uomo di cultura prestato alla politica. Ha caratterizzato la sua azione politica e di vita al rispetto delle istituzioni e dell'etica pubblica.

### Partito Popolare Italiano

#### Gli inizi della Seconda Repubblica
Nel 1994, in seguito allo scioglimento della DC, travolta dall'inchiesta di Mani pulite e dal processo per mafia a carico di Giulio Andreotti, aderisce al rinato Partito Popolare Italiano (PPI) di Mino Martinazzoli. Sempre nello stesso anno venne eletto Europarlamentare a Strasburgo del Partito Popolare Italiano (fino al 1999). Fu sempre affiancato dal suo principale segretario Francesco Cuoco detto Franco (Rutino, 26 agosto 1933 - Salerno, 27 novembre 2005).

#### Scontro con Rocco Buttiglione
Nel 1995 si schierò contro la virata a destra di Rocco Buttiglione, segretario del Partito Popolare Italiano, che l'8 marzo aveva deciso di allearsi con il Polo delle Libertà di Silvio Berlusconi in occasione delle elezioni regionali di quell'anno, in particolare in una lista unica insieme a Forza Italia, il Centro Cristiano Democratico (CCD) e altri partiti con unione dei simboli, ignorando l'ipotesi di alleanze col Partito Democratico della Sinistra e il problema dell'impossibilità di formare alleanze con gli ex-missini di Alleanza Nazionale (AN), accettando de facto anche l'appoggio di AN al secondo turno nelle elezioni amministrative del '95. Così Bianco raccolse intorno a sé una parte del centro e tutta la sinistra del partito, ottenendo la bocciatura della decisione del segretario dall'assemblea nazionale. Nei giorni successivi la votazione fu annullata dal collegio dei probiviri presieduto dal "buttiglioniano" Gaetano Vairo, ma tutto il PPI facente capo a Bianco procedette per vie legali ordinarie ed elesse lo stesso Bianco segretario.
La frattura tra le due anime del partito, guidate da Buttiglione e Bianco, non si ricompose, tanto che alle elezioni regionali esse parteciparono separatamente: l'ala del partito fedele alla linea conservatrice sociale di Buttiglione presentò le liste comuni con Forza Italia e CCD in tutte le 15 regioni chiamate al voto, con la denominazione di "Forza Italia - il Polo Popolare", mentre quella cristiano sociale guidata da Bianco si presentò con proprie liste (in Toscana e nel Lazio assieme al Patto dei Democratici) alleate col centro-sinistra (tranne nelle Marche e in Campania dove sostenne propri candidati alla presidenza della Regione), denominata "Popolari" e con un simbolo inedito: un gonfalone bianco con sopra disegnato il profilo di uno scudo, il cui slogan adottato dai Popolari fu "lo scudo c'è, la croce aggiungila tu"; infatti l'uso del tradizionale scudo crociato era precluso dalla disputa in atto tra le due componenti per la proprietà del simbolo.
Il 24 giugno 1995, a seguito di mesi e mesi di vertenze giudiziarie, venne finalmente raggiunta un'intesa tra le due componenti che facevano capo a Buttiglione e Bianco nel PPI: si sarebbero separati, dove quella di Bianco conserva il nome del partito (Partito Popolare Italiano) mentre quella di Buttiglione mantenne il simbolo storico (lo scudo crociato), con il quale a luglio diede vita ai Cristiani Democratici Uniti.

#### Politiche del '96 e presidente del PPI
Bianco ha guidato il partito per tre anni, contribuendo in maniera determinante alla nascita della coalizione L'Ulivo e all'elezione del cattolico Romano Prodi alla carica di Presidente del Consiglio. In quelle elezioni politiche del 1996, nell'ambito della coalizione de L'Ulivo, il partito ha ottenuto il 6,8% dei voti ed è stato rappresentato nel governo Prodi I da tre ministri della Repubblica (Beniamino Andreatta, Michele Pinto e Rosy Bindi) e diversi sottosegretari; come segretario del partito, avrebbe potuto candidarsi in qualsiasi collegio, ma scelse di rischiare candidandosi solo nel proporzionale. Nonostante la vittoria nazionale, Bianco non venne eletto parlamentare, non avendo preso abbastanza preferenze nella quota proporzionale, a causa dello scorporo.
Dopo quelle elezioni politiche del 1996, a gennaio del '97 lascia la segreteria del PPI e viene nominato presidente del partito, carica che ha ricoperto fino al 2 ottobre 1999.
Alle elezioni politiche del 2001 si ricandida alla Camera, e viene rieletto deputato nella circoscrizione Campania 1.
È stato direttore del quotidiano «Il Popolo», organo ufficiale della Democrazia Cristiana prima e del Partito Popolare Italiano poi, da agosto a settembre del 1995 e dall'ottobre 1999 all'aprile 2000.

### La Margherita di Francesco Rutelli
Nel 2002 è uno dei principali rappresentanti della corrente contraria alla continuazione dell'attività politica all'interno de La Margherita di Francesco Rutelli, lista con cui il Partito Popolare si è presentato alle politiche del 2001. Secondo Bianco, se proprio era necessario arrivare alla costituzione formale di questo soggetto politico che riuniva esperienze politiche moderate ma diverse dalla tradizione democratica cristiana, non si sarebbe dovuto operare rinunciando alle proprie bandiere, ma mantenendo ben manifesta le proprie identità e tradizione, senza la sospensione formale del Partito Popolare Italiano. Così, in parlamento aderisce al gruppo della Margherita, ma come indipendente.
A novembre 2004 fonda, insieme ai parlamentari Alberto Monticone e Lino Duilio, il movimento Italia Popolare - Movimento per l'Europa, che, pur non essendo un partito, si propone di ridare una autonoma presenza organizzata ai cattolici democratici in Italia per non disperdere e mantenere viva l'anima ideologica che fu del PPI.
Alle elezioni politiche del 2006 è stato rieletto alla Camera dei deputati tra le liste dell'Ulivo (lista che univa La Margherita con i Democratici di Sinistra di Piero Fassino), ma come non aveva condiviso la scelta di creare la Margherita, ancor meno condivideva la scelta di far sciogliere la stessa, insieme ai Democratici di Sinistra per dar luogo al Partito Democratico. Dopo l'elezione rimase per qualche tempo come indipendente nel gruppo parlamentare dell'Ulivo, per poi comunicare alle camere (il 15 febbraio 2008) attraverso la lettura di una lettera che suscitò gli applausi dell'intero parlamento, di non aderire al PD e di passare al gruppo misto.

### Rosa per l'Italia e Presidente dell'Associazione degli ex parlamentari
Successivamente, con il suo movimento Italia Popolare, e insieme a Savino Pezzotta e Bruno Tabacci, diede vita al progetto centrista della Rosa per l'Italia, partito svincolato dai poli e di ispirazione cattolica. Tale partito, nato a ridosso delle imminenti elezioni politiche è costretto a sposare l'idea di una lista unica con l'UDC di Pier Ferdinando Casini. Bianco decise di non ricandidarsi per favorire un rinnovamento, inserendo giovani del suo movimento. Ma nelle liste dei candidati dell'Unione di centro, cartello elettorale di UDC e Rosa Bianca, prevalse la scelta dell'UDC di affidare la composizione delle liste in Campania a Ciriaco De Mita, il quale si posizionò come capolista al Senato e candidò alla Camera un altro De Mita (nipote di Ciriaco). Entrambi, in quella tornata elettorale, non furono eletti. Bianco polemizzando con i vertici dello scudo crociato, parla di «mediocre accordo che ripropone, in particolare nel Sud, logiche clientelari e di potere dispotico e familistico».
Dopo quell'esperienza non aderisce a nessun partito pur rimanendo fermamente convinto della necessità di un partito centrista di ispirazione cattolica. Successivamente viene eletto presidente dell'Associazione Nazionale degli ex parlamentari che conta oltre 1500 parlamentari cessati dal mandato di ogni schieramento politico, carica che ha ricoperto fino alla sua dipartita.

### Ultimi anni e morte
Nel 2011 pubblica La Balena Bianca. L'ultima battaglia 1990-1994 e nel 2012 La parabola dell'Ulivo. 1994-2000.
Da sempre grande studioso, latinista, è stato condirettore della Enciclopedia oraziana presso l'Istituto della Enciclopedia Italiana.
Considerato grande meridionalista, è stato a lungo presidente dell'Associazione nazionale per gli interessi del Mezzogiorno d'Italia, fondata nel 1910, andando a ricoprire un ruolo che nel corso degli anni hanno ricoperto personaggi illustri come Giustino Fortunato, Benedetto Croce, Umberto Zanotti Bianco e Manlio Rossi Doria.
Bianco è morto nel sonno il 1º dicembre 2022, all'età di 91 anni, per un peggioramento improvviso delle sue condizioni di salute in seguito ad un recente intervento chirurgico. Successivamente all'esposizione della salma nella camera ardente di Montecitorio, furono celebrate le esequie funebri nella chiesa di San Gaetano in via Tuscania il 3 dicembre seguente, alla presenza del Presidente della Repubblica Sergio Mattarella; il feretro in seguito giunse a Guardia Lombardi per una benedizione presso la chiesa di Santa Maria delle Grazie.

## Vita privata
Sposato e con tre figli (Mariella, Fazio e Andrea), era fratello maggiore di Lucio Bianco, professore universitario e presidente del Consiglio Nazionale delle Ricerche (CNR) dal 1997 al 2003.